# Zdeněk Lev Rožmitál
Zdeněk Lev Rožmitál vagy Zdeněk Lev z Rožmitálu (1470 k. – Blatná, 1535. július 14.) legfelsőbb várgróf (németül Burggraf, csehül Purkrabí a király helyettese a stratégiailag fontos területeken) a középkori Csehországban. Egyben oligarcha is, jelentős szerepe volt a 16. századi Cseh Királyságban a királyi hatalom meggyengítésében. Morva származású volt.

## Pályafutása
1508. augusztus 10-én II. Ulászló megerősítette a július 25-i Szent Jakab napi országgyűlés határozatát, melyben a katolikus földesurat nevezték ki legfelsőbb várgrófnak. Hasonlóan rendezték a helyzetet Morvaországban is. Ezzel egyidejűleg az országgyűlés a király hatalmát is korlátozta, amikor arról határoztak hogy a közigazgatásban való változtatásokhoz a gyűlés beleegyezése is szükséges. A királyi hatalom gyengüléséhez az is hozzájárult, hogy Ulászló a másik általa birtoklott országban, Magyarországon tartotta fenn központját, mivel nem ismerte az államot.
1512-ben a király az ország legmagasabb intézőjévé nevezti ki.
1516. március 13-án meghalt II. Ulászló, aki alatt a cseh oligarchák magukhoz ragadták az ország irányítását, utóda tizenéves fia Lajos lett. Végrendeletében az országot I. Miksa német-római császárra, valamint testvérére I. Zsigmond lengyel királyra bízta. A vezetést Karel Münsterbergre, Zdeněk Levre a legfelsőbb várgrófokra, valamint Břetislav Švihovský z Riesenburg legfelsőbb hofmister-re hagyta. II. Lajos Budán székelt, Csehországot csak egyszer kereste fel amikor 1522-ben Budán pestisjárvány tört ki és a cseh rendek nyomására, hogy királyukká koronázzák.
1517 augusztusában parasztfelkelés tört ki Křivoklatynál a növekvő terhek és jogkorlátozások miatt. A kiküldött csehekből, valamint lengyel, morva és német zsoldosokból összeálló sereg Zdeněk Lev vezetésével szétkergette a felkelőket.
1518-ban királyi engedély nélkül történt Staré és Nové Město egyesítése, melynek vezetőjét Jan Pašeket Zdeněk Lev is támogatta.
1522. március 28-án érkezett II. Lajos feleségével Prágába. Első intézkedései között elbocsátotta Zdeněk Levet és a többi hivatalnokot, helyére Karel Münsterberg került, ezzel igyekezett hatalmát megerősíteni, ahogy azt tette nem sokkal ezelőtt a magyar királyságban is.
1523 őszén Petr Rožmberk halála után, aki vagyona nagy részét Zdeněk Levre hagyta, viszály alakult ki az örökösödés körül, mely politikai fegyveres belharcá fajult.
1524. augusztus 9-én erőszakos fordulat történt Prágában, ahol Jan Pašek Zdeněk Lev segítségével átvette a hatalmat. A luteránusokat kiűzték a városból, mindenkinek az utrakvizmus (huszita vallási felekezet) cikkelyeire kellett felesküdnie, melyet követően 4 év kemény vallási elnyomás következett a városban.
1525. február 3-án Zdeněk Lev a cseh országgyűlés által újból a legfelsőbb várgróf hivatalába emeltetett, valamint a követői is visszakapták 1522 előtti hivatalaikat. Segítette mindezt, hogy a gróf aktívan részt vett protestantizmus elterjedésének meggátolásában, ezért a katolikus egyház kiállt mellette. Lev többek között azt is meggátolta, hogy a cseh sereget a törökök ellen vessék be, ami Magyarországot fenyegette. Lajos elhúzódó csehországi útja miatt Magyarországon is visszaállt az anarchia és 1526-ban a mohácsi csatában elszenvedett vereség során az ország sorsa tragikus fordulatot vett, mely tulajdonítható egyfelől a cseh-német segítség elmaradásának is. Ennek részben Lev is okozója volt, így hozzájárult a középkori Magyarország bukásához.
1530 márciusában I. Ferdinánd megfosztotta hivatalától, helyére Jan z Vartemberg került.